# Gaultheria japonica
Gaultheria japonica là một loài thực vật có hoa trong họ Thạch nam. Loài này được (A.Gray) Sleumer mô tả khoa học đầu tiên năm 1941.

## Hình ảnh

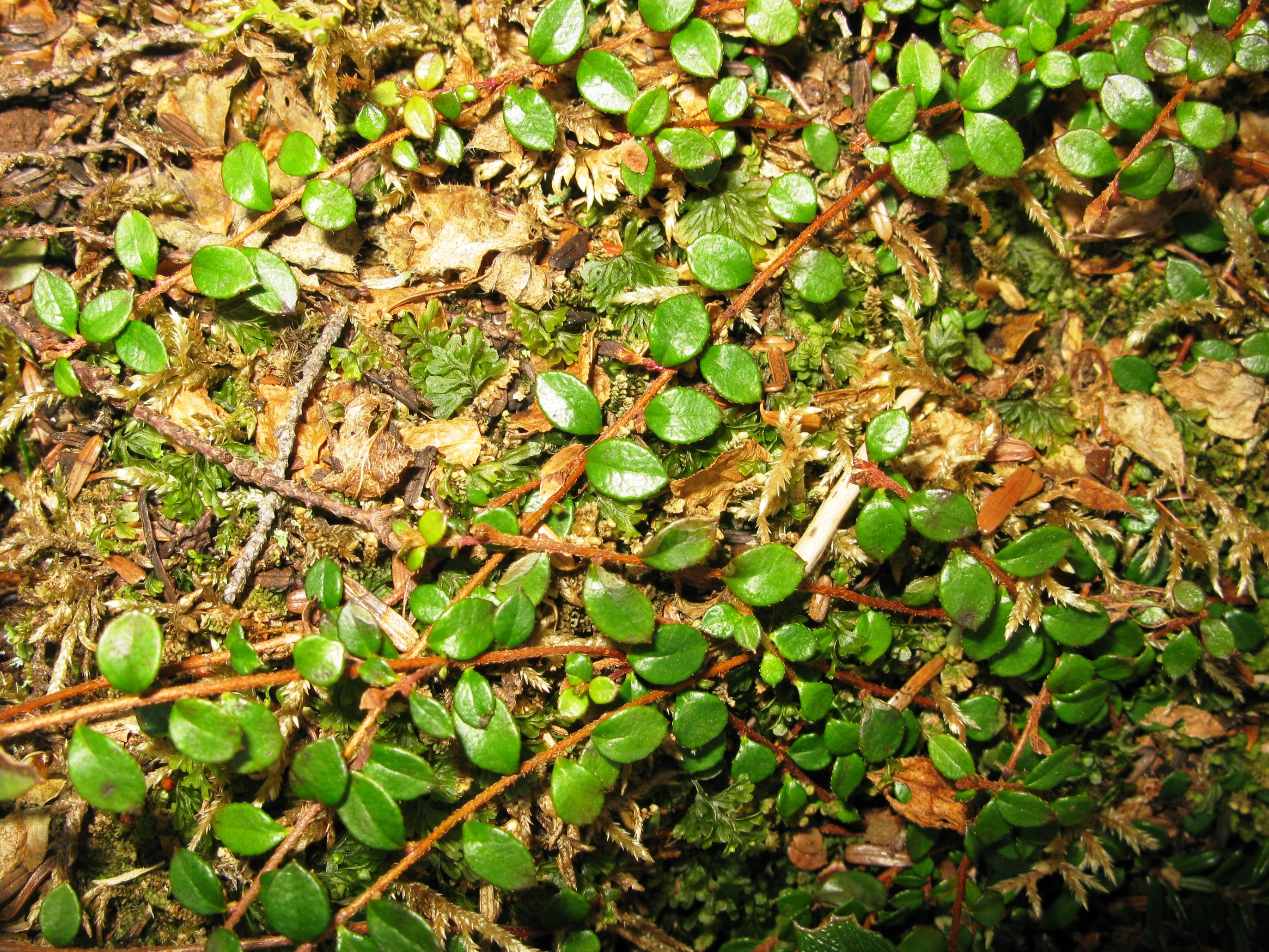